# Франсвиль (Новые Гебриды)
Муниципалитет Франсвиль (в настоящее время — Порт-Вила) — государственное образование, занимавшее территорию острова Эфате в период, когда Новые Гебриды (ныне Вануату) были нейтральной территорией под формальной юрисдикцией Англо-французской военно-морской комиссии. Чтобы узаконить своё существование, поселение объявило независимость и сохраняло этот статус с 1889 по 1890 годы.
В 1878 году Великобритания и Франция объявили Новые Гебриды нейтральной территорией. Конвенция от 16 октября 1887 года учредила Англо-французскую военно-морскую комиссию, задачей которой стала защита английских и французских граждан, но юрисдикция которой не распространялась на внутренние дела.
Отсутствие местной власти привело к росту недовольства среди колонистов. Французы, в особенности, испытывали неудобства, поскольку по французскому закону брак признавался легитимным, если он был зарегистрирован гражданской администрацией. Британские законы признавали брак, оформленный церковной церемонией. 9 августа 1889 года Франсвиль объявил о своей независимости, первым избранным мэром/президентом стал Фердинан-Альбер Шевийяр. Флагом нового государства стало бело-красное полотнище с пятью звёздами.
Остров являлся самоуправляемым, на котором все граждане пользовались избирательным правом независимо от пола и расы. Однако, хотя население Франсвиля составляло около 500 аборигенов и только 50 белых, правом избираться обладали только белые мужчины. Одним из избранных на пост президента стал Р. Д. Полк, уроженец Теннеси, родственник 11-го президента США Джеймса Полка.
Новая администрация вскоре была разогнана, и к июню 1890 года Франсвиль как независимое государство было «практически развалено». В 1906 году военно-морскую комиссию сменила новая англо-французская администрация.